# Đại học Khoa học Môi trường và Đời sống Wrocław

Đại học Khoa học Môi trường và Đời sống Wrocław (tên cũ: Trường Đại học Nông nghiệp , Đại học Nông nghiệp Wrocław ) - một tổ chức giáo dục đại học công lập được thành lập vào năm 1951. Một trong những trường đại học định hướng nghề nghiệp tốt nhất ở Ba Lan, nó được xếp hạng là nơi cấp phép bằng sáng chế lớn thứ hai của đất nước cũng như là trường đại học nông nghiệp và khoa học đời sống tốt thứ hai.
- Tập tin:Uniwersytet Przyrodniczy we Wrocławiu - rektorat.jpg
- Tập tin:Rektorat - Uniwersytet Przyrodniczy we Wrocławiu.JPG
- Tập tin:WKSiG - Uniwersytet Przyrodniczy we Wrocławiu.JPG
- Tập tin:Geo-Info-Hydro - Uniwersytet Przyrodniczy we Wrocławiu.jpg
- Tập tin:Wnoz - Uniwersytet Przyrodniczy we Wroclawiu.JPG

## Lịch sử
1856-1945 Học viện Thú y Lviv được thành lập năm 1881 với tư cách là tổ chức thứ ba của loại hình này ở Ba Lan, cùng với những người ở Vilnus và Warsaw. Khoa Nông nghiệp có từ năm 1856, khi Trường Nông nghiệp Nông thôn được mở tại Dublany gần Lvov, ở ngoại ô phía đông Ba Lan. Được khởi xướng bởi Nghị viện Galicia và sau đó được xác nhận bởi nghị định của Bộ trưởng Bộ Nông nghiệp, trường được chuyển đổi thành Trường Nông nghiệp, sau này đã đạt được vị thế của Học viện Nông nghiệp Ba Lan vào năm 1901. Học viện được sáp nhập vào Đại học Bách khoa Lviv, cùng với Trường Lâm nghiệp, kết quả là sự thành lập Khoa Nông nghiệp và Lâm nghiệp vào năm 1919. Sự chuyển đổi cuối cùng đến từ nghị định của Hội đồng Bộ trưởng.
Breslau. Năm 1881, Viện Nông nghiệp được mở tại Đại học Hoàng gia Breslau. Địa chỉ của Viện là số 5 Mattiaplatz, và vào năm 1923-1945 tại số 25 Hansastrasse (ngày nay là phố Nor Norida), hiện là địa điểm của tòa nhà chính của Đại học Khoa học Môi trường và Đời sống. Các cơ sở nghiên cứu học thuật và các học giả đã được đặt ở đó để cung cấp nền tảng cho sự phát triển một trường Đại học trong tương lai.
1945-1951 Wroclaw. Vào ngày 24 tháng 8 năm 1945, Hội đồng Quốc gia Nhà nước đã ký một nghị định thành lập một tổ chức giáo dục đại học hoàn toàn mới gọi là Đại học Bang và Bách khoa ở Warsaw. Trường bao gồm mười khoa, có các bộ phận của Khoa Thú y và Khoa Nông nghiệp với Bộ phận Làm vườn. Tòa nhà của Viện Nông nghiệp bao gồm các cơ sở học thuật và các học giả từ Khoa Nông nghiệp và Lâm nghiệp của Đại học Bách khoa Lvov, cùng với các giáo sư của Học viện Thú y Lvov đã trở thành nhân viên học thuật của Đại học mới thành lập. Năm 1945, 302 sinh viên đăng ký vào năm đầu tiên tham gia vào học ngành thú y và nông nghiệp.
Sau năm 1951, Trường Nông nghiệp được tách ra khỏi Đại học Bang và Bách khoa ở Wroclaw theo một nghị định của Hội đồng Bộ trưởng vào ngày 17 tháng 11 năm 1951 và trở thành một thực thể riêng biệt. Tổ chức mới được thành lập bao gồm bốn khoa: Khoa Nông nghiệp, Khoa Thú y, Khoa Cải tạo Nước và Khoa Động vật học. Trường Nông nghiệp đã đạt được vị thế trở thành Học viện Nông nghiệp Warsaw vào ngày 28 tháng 9 năm 1972 bởi một nghị định của Hội đồng Bộ trưởng. Dự luật của chính phủ vào ngày 23 tháng 11 năm 2006 đã đề cử Học viện Nông nghiệp Warsaw là Đại học Khoa học Môi trường và Đời sống. Hiện nay, Trường là một tổ chức liên ngành, tập trung vào nghiên cứu môi trường và tự nhiên. Cấu trúc của Trường bao gồm năm khoa và một số đơn vị liên ngành.

## Khoa

### Khoa Sinh học và Khoa học Động vật

#### Đơn vị khoa
- Viện sinh học
- Viện chăn nuôi
- Khoa di truyền
- Cục Vệ sinh Môi trường và Phúc lợi Động vật
- Cục quản lý thức ăn và dinh dưỡng động vật
- Phòng thí nghiệm kính hiển vi điện tử

#### Lĩnh vực học tập
- An toàn thực phẩm
- Tin sinh học
- Sinh học
- Sinh học của con người
- Chăn nuôi

#### Nghiên cứu sau đại học
- Nghiên cứu toàn thời gian 4 năm về chăn nuôi

#### Sức mạnh để trao bằng cấp học thuật của
- bác sĩ và doctorus habilitatus trong lĩnh vực chăn nuôi.

### Khoa Kỹ thuật Môi trường và Đo đạc

#### Đơn vị khoa
- Viện xây dựng
- Viện kỹ thuật môi trường
- Viện bảo vệ và phát triển môi trường
- Viện kiến trúc cảnh quan
- Viện trắc địa và địa tin học
- Khoa toán
- Bộ môn kinh tế không gian
- Trạm thí nghiệm và giáo dục ở Mściwojów
- Văn phòng các chương trình quốc tế và trong nước
- Thư viện và phòng đọc

#### Lĩnh vực học tập
- Công trình dân dụng
- Kỹ thuật môi trường
- Đo đạc và bản đồ
- Kiến trúc cảnh quan
- Kinh tế không gian
- Kỹ thuật an toàn
- Kỹ thuật và quản lý nước

#### Nghiên cứu sau đại học
- Đánh giá bất động sản
- Quản lý bất động sản

#### Nghiên cứu tiến sĩ
Các nghiên cứu toàn thời gian 4 năm trong lĩnh vực phát triển môi trường

#### Trao bằng cấp học thuật của
- bác sĩ và bác sĩ habilitated trong lĩnh vực nông nghiệp - trong lĩnh vực bảo vệ và phát triển môi trường
- bác sĩ và bác sĩ habilitated trong lĩnh vực khoa học công nghệ - trong lĩnh vực trắc địa và bản đồ học

### Khoa Khoa học thực phẩm

#### Đơn vị khoa
- Cục quản lý chất lượng và công nghệ sản phẩm động vật
- Khoa Công nghệ sinh học và Vi sinh thực phẩm
- Khoa Hóa
- Cục lưu trữ thực phẩm và công nghệ
- Khoa Công nghệ Trái cây, Rau và Ngũ cốc
- Khoa dinh dưỡng của con người

#### Lĩnh vực nghiên cứu
- Công nghệ sinh học
- Khoa học hàng hóa
- Công nghệ thực phẩm và dinh dưỡng con người
- Phân tích và quản lý chất lượng thực phẩm
- Dinh duong cua con nguoi

#### Nghiên cứu sau đại học
- Nghiên cứu Liên minh Châu Âu NÔNG-UNIA
- Hệ thống quản lý chất lượng và an toàn thực phẩm
- Dinh dưỡng của con người trong việc tăng cường sức khỏe và phòng chống bệnh tật

#### Nghiên cứu tiến sĩ
Các khóa học toàn thời gian kéo dài 4 năm trong các ngành sau: Công nghệ thực phẩm, Công nghệ sinh học.

### Khoa Khoa học và Công nghệ Đời sống

#### Đơn vị khoa
- Viện kinh tế và khoa học xã hội
- Viện khoa học đất và bảo vệ môi trường
- Viện kỹ thuật nông nghiệp
- Khoa Thực vật học và Sinh thái học Thực vật
- Khoa Vật lý và Sinh lý
- Khoa Di truyền, nhân giống cây trồng và sản xuất hạt giống
- Cục bảo vệ thực vật
- Phòng quản lý hệ thống nông nghiệp và khu vực xanh
- Sở trồng trọt
- Cục trồng trọt
- Khoa dinh dưỡng thực vật
- Khoa thực tập
- Văn phòng Khoa Dự án EU

#### Lĩnh vực nghiên cứu
- Kinh doanh nông nghiệp
- Ứng dụng công nghệ sinh học thực vật
- Kinh tế học
- Cây thuốc
- Bảo vệ môi trương
- Quản lý chất thải và năng lượng tái tạo
- Trồng trọt
- Nông nghiệp
- Kỹ thuật nông lâm nghiệp
- Kỹ thuật sản xuất và quản lý

#### Nghiên cứu tiến sĩ
Các khóa học toàn thời gian kéo dài 4 năm trong các ngành sau: Nông học, Trồng trọt, Kỹ thuật nông nghiệp

#### Sức mạnh để trao bằng cấp học thuật của
- Bác sĩ Habilitated (dr hab.) Và bác sĩ (Tiến sĩ) về khoa học nông nghiệp trong các ngành: Nông học, Kỹ thuật nông nghiệp và Trồng trọt

### Khoa Thú y

#### Đơn vị khoa
- Khoa Hóa sinh, Dược lý và Độc chất
- Khoa cấu trúc sinh học và sinh lý động vật
- Khoa Nội và Phòng khám Bệnh Ngựa, Chó và Mèo
- Khoa Động kinh và Phòng khám Chim và Động vật Kỳ lạ
- Cục vệ sinh thực phẩm và bảo vệ sức khỏe người tiêu dùng
- Khoa Miễn dịch, Sinh lý bệnh và Y học Dự phòng Thú y
- Khoa và Phòng khám Phẫu thuật
- Khoa sinh lý
- Khoa Sinh sản và Phòng khám Động vật Trang trại
- Phòng máy tính
- Khoa Vivarium

#### Lĩnh vực học tập
- Thuốc thú y

#### Nghiên cứu tiến sĩ
Nghiên cứu chu kỳ 4 năm trong lĩnh vực Thuốc Thú y